# Annalen

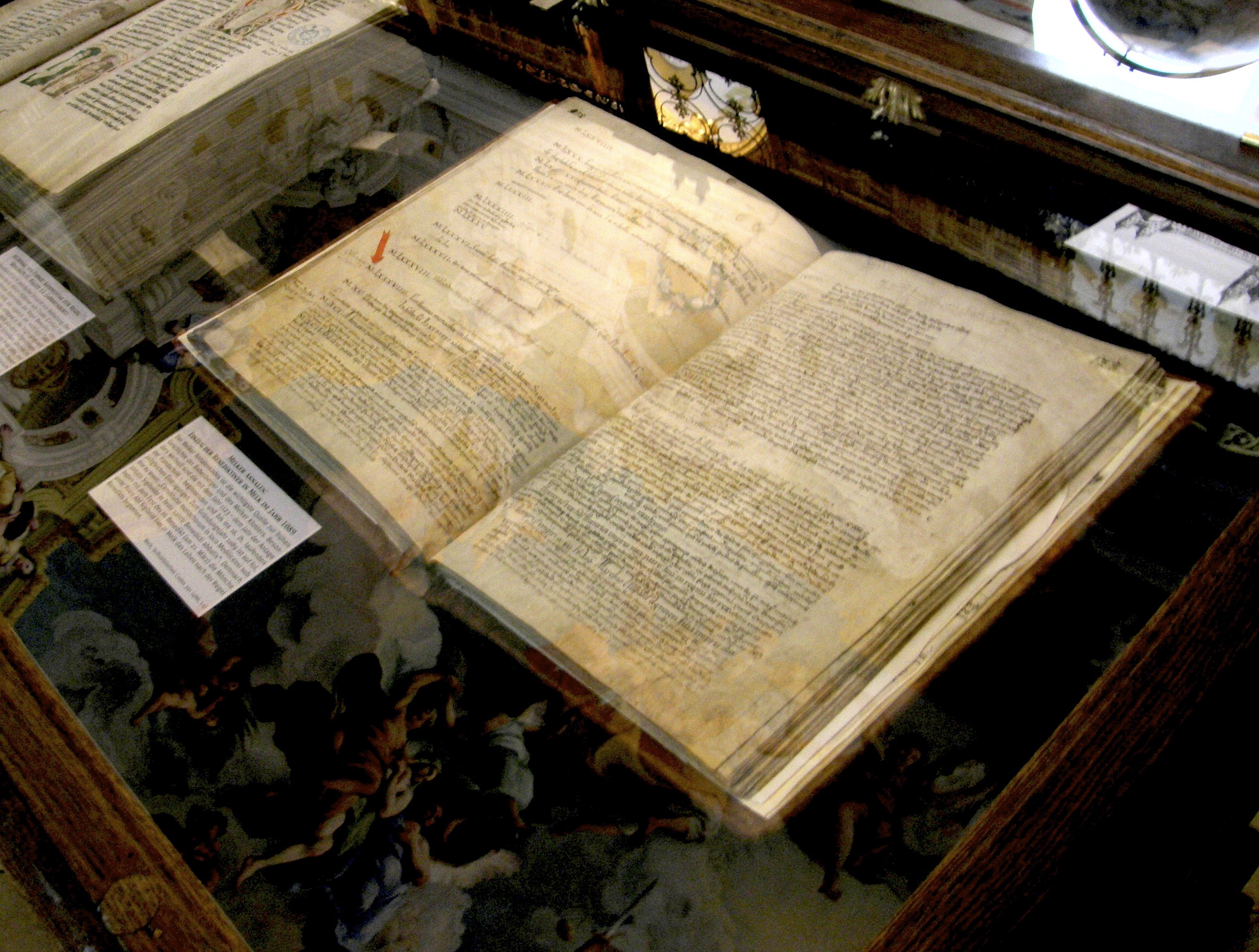
Melker Annalen im Stift Melk

Annalen (von lateinisch annales [libri] ‚Jahrbücher, in denen die Hauptergebnisse des Jahres verzeichnet wurden‘; zu annus ‚Jahr‘) steht als bildungssprachliches Pluralwort für chronologische Aufzeichnungen wichtiger Begebenheiten und Ereignisse eines Jahres. Die Bezeichnung Annalen wird auch häufig für Jahresberichte, Geschichtswerke und als Titel von Zeitschriften verwendet – zum Beispiel von den Annales d’histoire économique et sociale und den Annalen der Physik. Eine Sortierung wie in den Annalen wird annalistisch genannt.

## Etymologie
Das Wort Annalen (Plural) steht für „Jahrbücher, nach Jahren geordnete Aufzeichnungen“. Gleichbedeutend ist das lateinische annālēs, zu dem librī („Bücher“) ergänzt werden müsste, das aber auch als substantivierter Plural des Adjektivs lat. annālis ‘ein Jahr dauernd, das Jahr betreffend’ (zu lat. annus, „Jahr“) aufgefasst werden kann. Diese lateinische Bezeichnung wurde in der ersten Hälfte des 16. Jahrhunderts unverändert in deutsche Texte übernommen. Vereinzelt erscheint gleichzeitig die eingedeutschte Form Annalen, die seit dem 18. Jahrhundert allein üblich wurde.

## Geschichte

### Alter Orient und Ägypten
Historische Aufzeichnungen für jährliche Ereignisse finden sich bereits in altorientalischer Zeit. Besonders bekannt sind die assyrischen Annalen, die im Auftrag des jeweiligen Königs verfasst wurden und dessen Taten für die Nachwelt festhalten sollten. Die ersten assyrischen Annalen sind für das 14. Jahrhundert v. Chr. belegt und waren anfangs sehr knapp gehalten, entwickelten sich mit der Zeit aber zu ausführlicheren Schilderungen.
Auch für das alte Ägypten sind derartige historische Aufzeichnungen belegt (siehe etwa Königsannalen des Alten Reiches).

### Antike
Vor der literarischen römischen Geschichtsschreibung schrieb der höchste Priester Roms (pontifex maximus) die wichtigsten Ereignisse eines jeden Jahres (unter anderem Getreidepreis, Sonnen- und Mondfinsternisse) auf mit Gips überzogenen Holztafeln nieder. Sie wurden annales maximi beziehungsweise annales pontificum maximorum genannt. Diese Tradition behielt man bis in die Gracchenzeit bei. Die annales maximi waren streng chronologisch strukturiert und bestanden meist aus kurzen Hauptsätzen. Dieser Stil wurde vor allem von den ersten literarischen Annalisten beibehalten.

#### Ältere Annalistik
Die älteren Annalisten schrieben zunächst griechisch. Der erste von ihnen war Quintus Fabius Pictor. Er beschrieb den Ersten und Zweiten Punischen Krieg und diente dem griechischen Historiker Polybios und dem berühmten römischen Historiker Livius als Quelle. Bei Pictor vermischen sich Wahrheit und Mythologie. Dies war allerdings bei den Annalisten, vor allem bei den älteren, eine beliebte Form der Darstellung.
Nachdem Marcus Porcius Cato mit seinem nicht-annalistischen Werk Origines die lateinische Prosa begründete, schrieben auch die Annalisten bald darauf (ab der Gracchenzeit) lateinisch. Erwähnenswert sind die Namen Lucius Calpurnius Piso Frugi, Sempronius Asellio, und Lucius Coelius Antipater. Letzterer grenzt sich von den anderen deutlich ab. Sein Werk hat keinen politischen oder moralischen Anspruch. Vielmehr legt er auf einen ansprechenden Stil großen Wert. Seine Darstellung des Zweiten Punischen Krieges wird daher auch als „Epos in Prosa“ bezeichnet.

#### Jüngere Annalistik
Im 1. Jahrhundert vor Christus schrieben die Annalisten ausführlicher und schmückten ihre Werke stärker aus. Drei Vertreter der jüngeren Annalistik sind Quintus Claudius Quadrigarius, Gaius Licinius Macer und Valerius Antias. Letzterer hat in seinen Werken allerdings sehr viele Angaben gefälscht und oft stark übertrieben.
Zugleich entwickelten sich die Autobiographien und die Historien. Beide drängten die Annalistik in den Hintergrund. Jedoch werden alle Annalisten, Autobiographen und Historiker von den berühmten römischen Geschichtsschreibern Sallust, Livius (Ab urbe condita) und Tacitus (Annales) in den Schatten gestellt. In der römischen Historiographie wurden als Historiae (Historien) in der Regel zeitgeschichtliche Darstellungen begriffen, während im Gegensatz dazu unter Annales Schilderungen der ferneren Vergangenheit verstanden wurden.

### Mittelalter

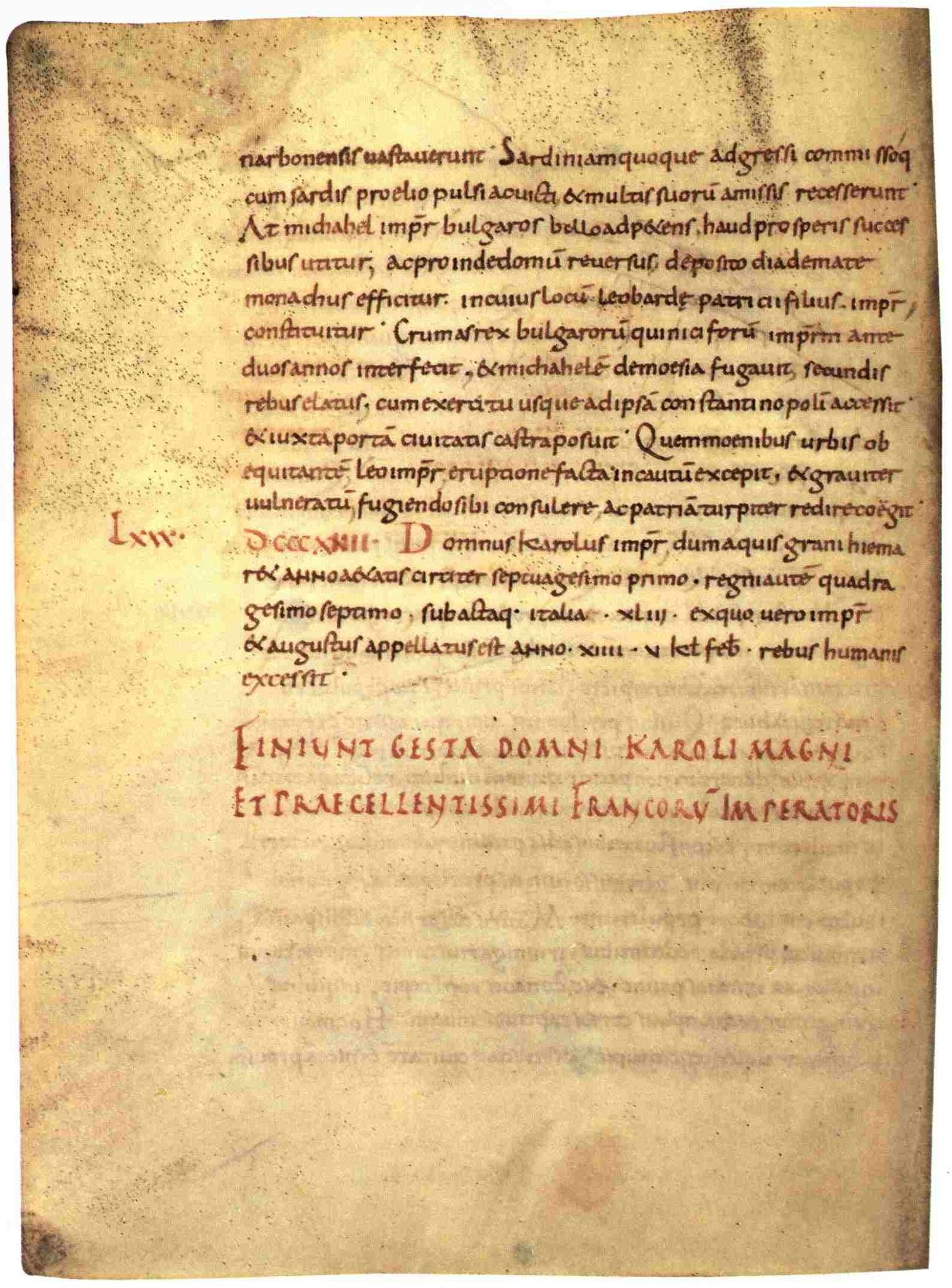
Fränkische Reichsannalen Karls des Großen, Eintrag zum Jahr 814 (Tod Karls des Großen) in der Handschrift Wien, Österreichische Nationalbibliothek, Cod. 473, fol. 143v

Die Annalen des Mittelalters waren zunächst notizhafte Aufzeichnungen für den Eigengebrauch von Klöstern und wurden meist ohne Titel von Mönchen über Generationen geführt. Zusätzlich zu ihrer ursprünglichen Bestimmung zur Berechnung des Ostertermines eines jeden Jahres wurden in diesen weit verbreiteten Werken wichtige Ereignisse wie zum Beispiel Naturkatastrophen und Kriege in zeitlicher Folge wie in einem Tagebuch erfasst. Im Laufe der Zeit wuchsen diese Berichte immer mehr an und im auslaufenden 8. Jahrhundert entwickelten sie sich zu einer allerdings literarisch anspruchslosen Gattung der Geschichtsschreibung. Wenn die Annalen protokollarische Züge tragen und an einem Ort enger Verbindungen zum Herrscher entstanden sind, besitzen sie für Historiker einen hohen wissenschaftlichen Erkenntniswert, wie zum Beispiel die Reichsannalen Karls des Großen. Dieser Erkenntniswert muss allerdings sehr kritisch bewertet werden, da die Fehlerrate in den Annalen aufgrund der häufigen Zirkulation in den verschiedenen Klöstern als hoch einzustufen ist; ebenfalls problematisch ist die tendenzielle Darstellung in manchen Annalen (wie den genannten Reichsannalen).
Die Ordnung der Ereignisse nach Jahren (annalistisches Prinzip) benutzt man noch heute häufig in Nachschlagewerken (Handbüchern und anderem), um das zeitliche Nebeneinander (zum Beispiel das gleiche Geburtsjahr von Schriftstellern, das gleiche Erscheinungsjahr von Büchern) hervortreten zu lassen.

## Annalen
Griechische und römische Antike
- Annales pontificum und Annales maximi
- Annales des Quintus Fabius Pictor
- Annales des Quintus Ennius
- Annales des Lucius Cincius Alimentus
- Annales des Lucius Cassius Hemina
- Annales des Gaius Acilius
- Annales des Publius Cornelius Tacitus
- Anonymus Valesianus
- Annales des Virius Nicomachus Flavianus (nicht erhalten)

Mittelalterliches römisch-deutsches Reich
- Quedlinburger Annalen (SLUB, Blatt 31 verso mit dem Jahresbericht zum Jahr 1009)Metzer Annalen (678–805)
- Kleine Lorscher Annalen (680–817)
- Lorscher Annalen (703–803)
- Annales Petaviani (708–799)

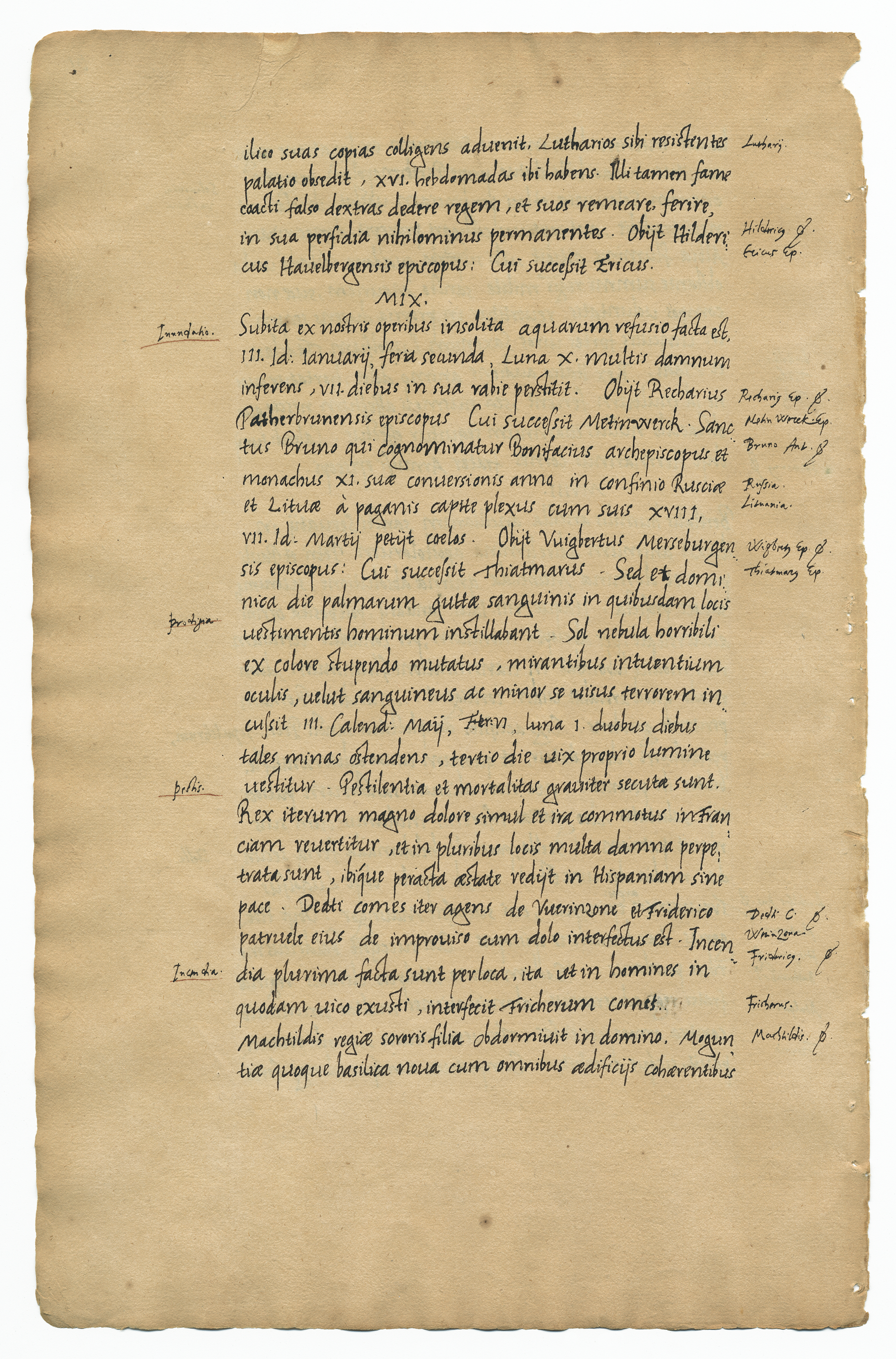
Quedlinburger Annalen (SLUB, Blatt 31 verso mit dem Jahresbericht zum Jahr 1009)

- Sankt Galler Annalen und Annales Alamannici (709–1056)
- Fuldaer Annalen (714–901)
- Fränkische Reichsannalen (741–829)
- Annalen von St. Bertin (741–882)
- Salzburger Annalen (830–1327)
- Xantener Annalen (9. Jh., bis 873)
- Annalen von St. Vaast (874–900)
- Quedlinburger Annalen (1008–1030, mit Rückblicken nach Vorlagen)
- Hildesheimer Annalen (1040–1137)
- Annalen von Niederaltaich (um 1075, mit Rückblicken bis 708)
- Marbacher Annalen (12. Jh. bis 1238, mit Rückblicken bis 631)
- Annalen der Welfen (1101–1184)
- Nienburger Annalen (1134–1139, mit Kompilation älterer Annalen von 781–1131)
- Magdeburger Annalen (12. Jh. bis 1188, mit allgemeiner Geschichte seit Christi Geburt)
- Annales Admontenses (um 1140 bis 1205)
- Reichschronik des Annalista Saxo (um 1150, mit Rückblicken 741–1139)
- Pegauer Annalen (um 1149–1227)
- Pöhlder Annalen (12. Jh. bis 1182, mit Weltchronik)
- Steterburger Annalen (um 1164–1209, mit Rückblicken 1000–1195)
- Sindelfinger Annalen (1261–1477)

Italien
- Annales Cavenses aus der Abtei Cava de’ Tirreni (569–1318)
- Annali del Caffaro (Genua, 1099–1163)

Polen
- Annalen des Jordanes
- Krakauer Annalen
- Posener Annalen

Irland
- Annalen von Tigernach
- Annalen von Ulster
- Annalen der vier Meister
- Annalen von Inisfallen
- Annalen von Loch Cé

 Wales
- Annales Cambriae

Ostasien
- Frühlings- und Herbstannalen, chinesisch
- Annalen der Joseon-Dynastie, koreanisch
- Blaue Annalen, tibetisch
- Rote Annalen, tibetisch
- Weiße Annalen, tibetisch